# Taphrina alni
Taphrina alni  (лат.) — вид грибов рода тафрина (Taphrina) отдела аскомицеты (Ascomycota), паразит ольхи (Alnus). Поражает женские серёжки.

## Описание
На серёжках появляются разросшиеся до 1—2, иногда до 6 см листовидные чешуйки красного цвета, затем чернеющие.
Мицелий межклеточный, зимующий.
Сумчатый слой («гимений») на поверхности поражённых чешуек.
Аски восьмиспоровые, размерами 36—63×10—23 мкм, цилиндрические с туповатой верхушкой, образуют плотный слой между клетками эпидермы. Базальные клетки (см. в статье Тафрина) отсутствуют.
Аскоспоры эллипсоидальные, 4,5—6×4—5 мкм, наблюдаются только в молодых сумках, затем почкуются.

## Распространение и хозяева
Типовой хозяин — ольха серая (Alnus incana), заражает также ольху чёрную (Alnus glutinosa), на Дальнем Востоке — ольху пушистую (Alnus hirsuta), на Аляске — ольху красную (Alnus rubra). Замечено, что в местах совместного произрастания ольхи серой и чёрной не происходит перекрёстного заражения, поэтому предполагают, что гриб имеет формы, специализирующиеся на видах ольхи.
Taphrina alni распространена в северных и средних регионах Европы от Британских островов до Европейской части России; в Азии — в Закавказье (Грузия), Иране и Японии; в Северной Америке (Канада, Аляска) и в Северной Африке (Алжир).
|                                                             |  |  |
| Гипертрофированные чешуйки ольхи на разных стадиях развития |  |  |

## Близкие виды
От других европейских тафрин, поселяющихся на ольхе Taphrina alni отличается отсутствием базальных клеток. Сходные симптомы у ольхи серой и её разновидности Alnus incana subsp. rugosa вызывает в Америке вид Taphrina robinsoniana, также отличающийся наличием базальных клеток.